# معبد روافة
معبد روافة هو معبد وثني قديم لم يبقى منه غير أطلاله، يقع المعبد إلى الجنوب الغربي من مدينة تبوك، على بعد 115 كيلومترا منها، تم إنشاء المعبد على شكل مربع. يمثل المعبد أحد المعابد الرومانية النبطية، ويعود تاريخه إلى القرن الثاني الميلادي، وهذا المعبد شبيه بمعبد روماني موجود في وادي رم بالأردن وكلاهما على الطريق التجاري الغربي القديم.

## نبذه عامة
تحتل روافة موقعًا وسطًا في ديار ثمود التي امتدت من حدود بلاد العرب الحجرية إلى مدينة الحجر، وكانت روافة مدينة مأهولة في فترة حكم الأنباط وكان لها شأن عظيم في أواخر حكمهم، وهذه الميزة جعلتها مقصدًا لوجهات القوافل وتنقلات القبائل، وكان بناء المعبد في هذه البقعة بسبب تدفق ينبوع المياه في كهف صغير حوله وذلك مدعاة للاستيطان وتأسيس المدن حوله، كما أن أرض روافة تقع على طريق التجارة النبطية وهو الطريق الذي احتله الثموديون كما ذكره بطليموس في جغرافيته الذي يوصل بلاد الشام ومصر وفلسطين بالحجاز واليمن مارا على مدينة روافة النبطية.
بُني المعبد الوثني على شكل مربع، وجداراه الغربي ونصف الشمالي مازالا قائمين في حالة سليمة، حيث أن المعبد مضى على بنائه 18 قرنًا. شيد المعبد من الحجر المشذب، ودون مونة، ويظن أن سبب انهيار باقي الجدران يعود إلى زلزال، وليس من فعل البشر، وتوجد قرب المبنى مقبرة قديمة مبعثرة الأرجاء.
بني المعبد في منطقة صحراوية معزولة في منطقة روافه، وهي ليست على طريق رئيسي أو تجاري، ولا يوجد حوله أماكن استيطان. تعود أهمية مبنى روافة إلى أنه يدل على امتداد نفوذ الدولة الرومانية إلى شمال الجزيرة العربية، وأول من اكتشف هذا المبنى هو ألويس موزل سنة 1910، ورغم أنه لم يمكث إلا ساعات، فقد استطاع نسخ النقش المهم الموجود على حجر التاج، وقد وجده ساقطاً في الأرض، فأزاحه ووجد عليه نقوشاً عدة كتبت باللغة الإغريقية والنبطية.
وعثر على نقش بين أنقاض المعبد، وهو محفوظ حالياً في المتحف الوطني السعودي في الرياض، يدل أن بناء روافة أحد المعابد الرومانية النبطية، ويعود تاريخ إنشائه إلى عام 161، على يد الثموديين تخليداً لذكرى الإمبراطورين ماركوس أورليوس أنطونيوس، ولوسيوس أورليوس فيروس، وهما الأميران الرومانيان اللذان بُني المعبد على شرفهما وأهدي لهما. وكان الأول قد حكم الأمبراطورية الرومانية عام 161، أما الثاني فهو القائد الروماني في بلاد سوريا.
وزار عبد الله فيلبي روافة عام 1950، وكتب عنها تفاصيل أكثر في كتابه أرض مدين، ووصف المعبد أنه عبارة عن بناء مربع يبلغ طول ضلعه ثلاثين قدماً، وأن جداره الغربي مدعم بخمس عشرة قطعة من الحجارة مركومة بعضها فوق بعض، دون أن تلتصق بأية مونة، وكان الحائط الشمالي مدعماً بشكل مائل للحائط الجنوبي، أما جدران المعبد الأخرى فكانت في حالة من الخراب لا توصف.

## اكتشاف المعبد
عرف المعبد باسم معبد روافه نسبه الي جبل روافه (روباثا)، وقد اكتشف من قبل بعض المستكشفين الأوروبيين، حيث يقع الي الجنوب الغربي من مدينه تبوك ويبعد عنها 83 ميلًا بالنسبة للطريق الذي سلكه عبد الله فيلبي مارًا بوادي البقار. قال الدكتور جواد علي أن المعبد الذي ذكره ديودور الصقلي من ارض قبيلة عربية مكان مقدس له حرمة وشهرة بين جميع العرب ليس مكة وهو موقع بحسمى في الروافه، وقد كان في هذه المنطقة معابد أخرى كثيره اشار اليها الكتبة اليونان والرومان.
أول من اكتشف المعبد هو الرحالة النمساوي الويس موسل عام 1910، فقد رسم مخططًا للمعبد ونسخ النقوش الموجوده إلا أنه تعرض للسرقه من بعض البدو، فكتفى فيما بعد بالاشاره فقط للمعبد في كتاباته. ولكن الفضل في ابراز المعبد ودراسته يعود للرحاله البريطاني عبد الله فيلبي، فقد قام فيلبي بزياره الموقع عام 1952، وعمل مخطط للمعبد ونسخ النقوش الموجوده ولكنه عندما عاد له في زياره أخرى في نفس العام أشار إلي أنه لم يجد بعض النقوش نتيجه قيام دارس الأثار السعودي خالد الفراج لنقلها الي القطيف. ثم قام ستيل عام 1966 بزيارة للمعبد وصَوّر المعبد والنقوش الموجودة فيه ونشرها لاحقًا، ثم قام بيتر بار عام 1968 بزيارة الموقع مع فريق من جامعة لندن وقام بنشر الصور والنقوش في مجله بريطانيه مختصه بالاثار.

## وصف المعبد
يتكون المعبد من بناء شبة مستطيل يمتد من الشرق إلي الغرب، توجد حوله أربعه أعمده ضخمه تحيط بالمدخل وينقسم المعبد إلي أربعه أجزاء رئيسة: الفناء وهو أكبر أجزاء المعبد، وغرفتان في الجانب الغربي تفصل بينهما مساحه يعتقد أن إحدى الغرف خصص ليكون مقبرة، أما الغرفة الأخرى فيعتقد أنها خصصت لإيواء تمثالي الأباطرة والذي بني المعبد على شرفهما ماركوس أورليوس أنطونيوس ولوشيوس أورليوس فيروس كما نص على ذلك النص الموجود على واجه المعبد.
يقول فيلبي: «المعبد عباره عن بناء مربع يبلغ طول ضلعه 30 قدمًا. وقد وجدت أن جداره الغربي مدعم بخمسه عشره قطعه من الحجاره مركومه بعضها فوق بعض دون أن تلتصق بأية مونة أو اسمنت وكان الحائط الشمالي مدعما بشكل مائل للحائط الجنوبي، أما جدران المعبد الأخرى فقد رأيتها في حالة من الخراب لا توصف، ووجدت على ظهر احدى الصخور الكبيره العاليه قرب المجموعه الصخرية سطرًا طويلًا من النقوش الثمودية، وقد نجحت في نسخ النقوش مستعينًا بمنظاري المقرب وذلك لأن الصعود إلي حيث كانت تلك النقوش بدا من الأمور المستحيلة وقد لاحظت أن منابع المياه تغطيها طبقه رقيقه من الجليد، أوقات تتدني فيها درجة الحرارة الي حد التجمد».
هناك اختلاف حول من بنى معبد روافة، ففريق من الباحثين يرى أن الثموديين هم الذين بنوه، وآخر يرى أن الأنباط هم من بناه. في حين صرح الرحالة النمساوي موسل أن الثموديين الذين استوطنوا هضبة حسمى في منتصف القرن الثاني للميلاد هم الذين بنوا معبد روافة كذكرى للإمبراطور ماركوس أوروليوس وليوكس فيروس، بينما يذهب الرحالة جون سانت فلبي إلى أن من بناه هم الأنباط لأن مملكة الأنباط كانت تابعة للإمبراطورية الرومانية، واحتفلوا بإنشاء المعبد وفاء لديانة الإمبراطورية.

## النقش
كتب النقش باللغة العربية النبطية والاغريقية على واجهة المعبد، تعود أهميه النقوش في أنها تأكد العلاقة بين الثموديين والرومان في شمال الجزيرة العربية. وكان نص النقش مايلي: 
| معبد روافة | من أجل البقاء الأبدي لسادة حكام العالم الإلهين الكبار: العظيم أغسطس قاهري الأرمنيين ماركوس أورليوس أنطونيوس ولوشيوس أورليوس فيروس، قام زعماء اتحاد الثموديين بانشاء هذا المعبد تحت رعايه ودعم أنتيستيوس أدفنتوس الحاكم المنتدب لاغسطس والذي شجعهم | معبد روافة |

أما النقوش القليلة الأخرى التي وجدها المنقبون بين الخرائب هي نقوش يونانية ونبطية. تم العثور على أحد النقوش وهو خليط من اليونانية والنبطية وكان يُشكل جزء من واجهه المعبد وقد اكتشفه موسيل في عام 1910، يذكر هذا النقش اسمي: ماركوس اوريليوس انطونيوس، واسم لوشيوس فيروس على اعتبارهما الشخصان اللذان بني المعبد على شرفهما، وقد كان ماركوس قد خلف انطونيوس بيوس على عرش الامبراطورية الرومانية سنه 161، بينما اشترك الثاني في شرف اللقب مع أغسطس وبرنسبس في السنه ذاتها، ثم توفي لوشيوس فيروس بعد ثماني سنوات وهو في طريقه الي روما اثناء قيامه بجوله في بلاد الدانوب بعد أن انهي مهمته كقائد في سوريه سنه 162، وكانت المهمة المعهوده إليه في ذلك الوقت هي مقاومه غزو الفرثيين الذين تدفقو على البلاد في ذلك الحين، وقد اكسبه الفوز عليهم لقب باثيكوس ماكسيموس، ولهذا فقد نال اعتباره الرفيع في هذا الوقت في نظر أهل هذه المنطقة. أما أسماء اسمي الإمبراطورين الرومانيين فهما:
- ماركوس اوريليوس: عاش الإمبراطور ماركوس اوريليوس وحكم الدولة الرومانية في فترة عصيبة مضطربة، وصفها المؤرخ الفرنسي تين بقوله: كان يصعب على المرء آنذاك أن يعيش إنسانا، فبالأحرى أن يكون إمبراطورا، ولكنه بقي محتفظا باتزانه وهدوئه واطمئنانه بين أنواء السياسة وعواصفها العاتية. ولد في 26 أبريل 121، وهو الإمبراطور الروماني السادس عشر وسادس الأباطرة الأنطونيين الرومان. وهو أبو الإمبراطور كومودوس. كان آخر خمسة أباطره جيدون حكموا الامبراطوريه الرومانية من عام 96 إلى عام 180 ، كما أنه يعتبر من أهم الفلاسفة الرواقيين، وله كتاب يعرف بالتأملات. توفي في 17 مارس 180.[5]
- لوكيوس ڤيرس: هو إمبراطور روماني تولى عرش الإمبراطورية الرومانية مع ماركوس أورليوس في الفترة من عام 161 إلى عام 169، ولد لوكيوس فيرس سنة 130 وكان والدته هي أفيدا بلوتيا ووالده لوكيوس أيليوس قيصر، كوريث للإمبراطور هادريان.[5]

## وصلات خارجية
- معرض صور منطقة روافة